# باغور
بلدية باغور (بالإسبانية: Bagur) هي بلدية تقع في مقاطعة جرندة التابعة لمنطقة كتالونيا شمال شرق إسبانيا.

## الديموغرافيا
بلغ عدد سكان بلدية باغور 4.219 نسمة عام 2011 (وفقاً للمعهد الوطني الإسباني للإحصاء).
| 3.039 | 3.288 | 3.626 | 3.986 | 4.086 | 4.258 | 4.219 |

## أعلام
- جورجينا كاريراس
- كارمين أمايا